# Harri Õunapuu
Harri Õunapuu (ur. 2 lutego 1947 w Sangaste w prowincji Valga) – estoński polityk, agronom i menedżer, były minister rolnictwa oraz finansów, deputowany trzech kadencji.

## Życiorys
Ukończył w 1961 Szkołę Średnią nr 3 w Tartu, pięć lat później szkołę rolniczą. W 1971 został absolwentem agronomii na Estońskiej Akademii Rolniczej. Pracował w państwowych gospodarstwach rolnych, dochodząc do stanowisk dyrektorskich. W latach 80. był prezesem stowarzyszenia gospodarczego w Rapli, a w okresie 1989–1991 gubernatorem prowincji Raplamaa.
Od 13 lutego 1991 do 29 stycznia 1992 był ministrem rolnictwa w gabinecie Edgara Savisaara. Później pracował jako menedżer projektów w funduszu rozwojowym, dyrektor banku Eesti Hoiupank i prywatny przedsiębiorca.
W 1994 wstąpił do Estońskiej Partii Centrum, w 1996 został radnym Rapli. W 1999 uzyskał mandat posła do Zgromadzenia Państwowego. Od 8 stycznia 2002 do 10 kwietnia 2003 sprawował urząd ministra finansów w rządzie Siima Kallasa. Powrócił następnie do pracy w parlamencie (wybrany ponownie w 2003). W 2004 opuścił Partię Centrum, a w 2006 przeszedł do rządzącej Estońskiej Partii Reform. W wyborach w 2007 uzyskał reelekcję do Riigikogu XI kadencji.